# Samos (thema)
Il Thema di Samos (in greco θέμα Σάμου?, thema Samou) è stato un thema (provincia civile-militare) bizantino, ubicato nel mar Egeo orientale e istituito verso la fine del IX secolo. In quanto uno dei tre themata navali (greco: θέματα ναυτικά) dell'Impero bizantino, serviva principalmente a fornire navi e truppe alla marina bizantina.

## Storia
Le date della fondazione e delle aree di competenza territoriale dei diversi comandi navali bizantini nel corso del VII–IX secolo non sono ben note. In seguito alla divisione della marina unitaria dei Karabisianoi, avvenuta agli inizi dell'VIII secolo, furono istituiti comandi regionali navali, di cui il thema navale dei Cibirreoti è il primo noto e il più importante. L'Imperatore bizantino Costantino VII Porfirogenito (r. 913–959) attesta che "all'epoca in cui l'Impero era diviso in themata", Samos divenne la sede del "thema dei marinai" (Greco: θέμα τῶν πλοϊζομένων); il significato di questo brano non è ben chiaro. Lo studioso Warren Treadgold lo interpreta come attestazione che Samos sarebbe stata la prima sede della flotta dei Karabisianoi, fino al suo scioglimento intorno al 727. Alternativamente, potrebbe implicare un comando che faceva parte dei Karabisianoi e che fu abolito con essi, o un più tardo successore di breve vita, forse identico ai Cibirreoti. L'esistenza di uno "strategos di Samos" nell'VIII secolo è attestata da un sigillo superstite di uno strategos di nome Teodoro. Verso la fine dell'VIII secolo, l'Egeo meridionale sembra essere finito sotto la giurisdizione del "droungarios del Dodecaneso (Dodekanesos)", che alcuni studiosi (a partire da Hélène Ahrweiler) identificano con la carica di "droungarios di Kos" e il più tardo "droungarios del Golfo (Kolpos)", elencati nel Taktikon Uspenskij di metà IX secolo. Questo comando, o almeno la parte orientale di esso, apparentemente sembra essere evoluto nel thema di Samos.
Il thema di Samos, con il suo strategos (governatore militare), è attestato per la prima volta nel Klētorologion di Filoteo dell'899. Esso comprendeva le isole dell'Egeo orientale, nonché la costa occidentale dell'Asia Minore tra Adramyttion ed Efeso (anche nota come Theologos all'epoca). La sede del thema era a Smirne, mentre i tourmarchai (vice-ammiragli) subordinati avevano le loro sedi ad Adramyttion ed Efeso. Nel 911, le truppe del thema navale di Samos consistevano di 3 980 rematori e 600 marinai, con una flotta di 22 navi da guerra. La porzione sulla terraferma del thema, tuttavia, è anche esplicitamente menzionata come appartenente al thema di Thrakesion, che aveva uno speciale tourmarches con il compito di difendere la costa. Questo, insieme alla mancanza di menzione di ufficiali civili operanti nel thema navale, molto probabilmente riflette una divisione dei compiti: lo strategos di Samos e i suoi ufficiali erano responsabili del rifornimento di navi ed equipaggi della flotta tematica nonché della difesa delle isole, mentre la costa sulla terraferma, con le sue città e la sua popolazione, ricadevano sotto la giurisdizione dello strategos tracesiano e dei suoi ufficiali, che erano responsabili della loro tassazione e della loro difesa. Samos sembra essere rimasta una formazione puramente militare fino alla fine dell'XI secolo, quando la sua flotta fu sciolta e fu convertito in un thema regolare con i suoi ufficiali civili.